# Bose–Einstein-statistik
Bose-Einstein-statistik, eller B–E-statistik, uppkallad efter Satyendra Nath Bose och Albert Einstein, är en sannolikhetsfördelning som beskriver fördelningen av ett stort antal bosoner. Den kan användas för att förstå till exempel supraflytande helium. Till skillnad från Fermi–Dirac-statistiken kan varje kvanttillstånd innehålla fler än ett objekt. 

## Begrepp
Bosoner lyder inte, till skillnad från fermioner, under Paulis uteslutningsprincip att ett obegränsat antal partiklar kan ha samma tillstånd samtidigt. Detta medför att bosonernas uppträdande skiljer sig från fermionernas vid låga temperaturer. Alla partiklarna kan exempelvis klumpa ihop sig på den lägsta energinivån och därmed bilda det som är känt under namnet Bose–Einstein-kondensat.
Bose-Einstein-statistiken avviker från Maxwell-Boltzmann-statistiken när partiklarnas de Broglie-våglängd är jämförbar med deras inbördes avstånd. Därmed blir partiklarna ourskiljbara, vilket påverkar antalet möjliga tillstånd. För bosoner leder det således till Bose-Einstein-distributionen:
{\displaystyle f_{\mathrm {BE} }(E)={\frac {1}{e^{\frac {E}{k_{B}T}}-1}},}
där kB är Boltzmanns konstant, T är absolut temperatur och E är tillståndets energi.
B–E-statistik introducerades för fotoner år 1920 av Bose och år 1924 började Einstein använda statistiken även för studium av atomer.

## Historia
Under det tidiga 1920-talet blev Satyendra Nath Bose, professor vid University of Dhaka, intresserad av Einsteins teori om att ljusvågorna kunde bestå av partiklar som kallades fotoner. Boses intention var att härleda Plancks strålningslag, som Planck i stort sett kom fram till genom att gissa. År 1900 hade Max Planck härlett sin formel genom att anpassa matematiken till empiriska fakta. Med Einsteins partikelbild kunde Bose härleda formeln för svartkroppsstrålning genom att systematiskt utveckla en statistik för partiklar utan massa, utan att begränsas av bevarandet av partiklarnas antal. Bose härledde Plancks strålningslag genom att föreslå skilda tillstånd hos fotonen. Istället för att partiklarna skulle vara självständiga stoppade Bose in dem i celler och beskrev statistisk självständighet för fasrummets celler. Sådana system tillåter två polarisationstillstånd och visar totalt symmetriska vågfunktioner.
Bose utvecklade rätt framgångsrikt en statistisk lag som styr fotoners beteendemönster. Emellertid kunde han inte publicera sitt arbete; inga tidskrifter i Europa ville acceptera hans avhandling, eftersom de inte förstod den. Bose sände därför avhandlingen till Einstein, som såg dess betydelse och använde sitt inflytande till att få den publicerad.

## Informationssökning
Bose-Einstein-statistik har också använts som en metod för termviktning inom informationssökning. Metoden är en av en samling av modeller för "Divergence From Randomness". Idén är att Bose-Einstein-statistik kan vara en användbar indikator i de fall där en särskild term och ett särskilt dokument har ett signifikant förhållande, som inte skulle ha uppträtt av en ren slump.